# 彩羽真矢
彩羽 真矢（あやはね まや，1984年4月5日出生—），日本藝人、女子偶像明星、模特兒。原寶塚歌劇團宙組男役。

## 主要經歷
2002年，寶塚音樂學校入學。2004年，第90期生進入寶塚歌劇團。入團時的成績為50人中的第31名。初舞台為雪組《スサノオ》／《タカラヅカ・グローリー!!》。在同年的7月13日，分配到宙組。
同期生有愛原実花（原雪組TOP娘役）、蒼乃夕妃（原月組TOP娘役）。
於2008年5月18日《黎明の風》／《Passion 愛の旅》的東京公演千秋樂退團。